# Pelobates fuscus
Il pelobate fosco o rospo dell'aglio (Pelobates fuscus (Laurenti, 1768)) è un anfibio anuro della famiglia Pelobatidae.

## Descrizione

### Adulto

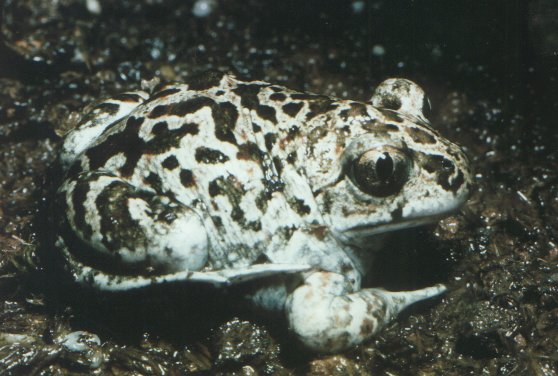

È un rospo di medie dimensioni che può raggiungere gli 8 cm di lunghezza nelle femmine, circa 6,5 cm nei maschi.

Presenta corpo globulare con arti non molto sviluppati. Gli arti posteriori sono caratterizzati dalla presenza di
speroni metatarsali particolarmente sviluppati, denominati "vanghe", che gli consentono di scavare nel terreno.

Il dorso è di colore bruno con macchie olivastre o giallastre; il ventre è biancastro talora con macchie bruno-grigiastre. Ha grosse mascelle arrotondate. La pupilla è ellittica con asse verticale. L'assenza delle ghiandole parotoidi consente di distinguerlo dai rospi del genere Bufo.

### Girino

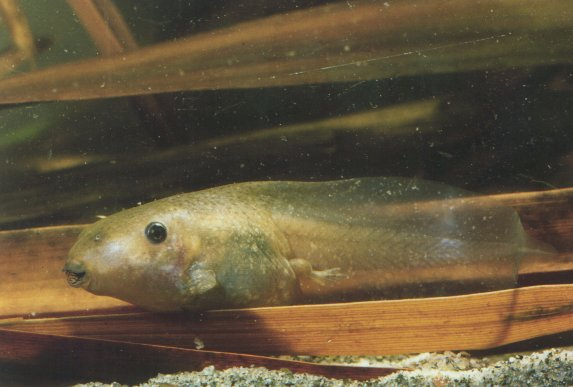

I girini misurano alla nascita pochi millimetri ma si accrescono rapidamente sino a raggiungere dimensioni da 10 fino a 18 cm.
Alla nascita hanno pelle translucida con sfumature metalliche, che, col progredire dello sviluppo, diventa più opaca e scura, con macchie chiare sui fianchi. La bocca è dotata di un becco corneo scuro. La coda è ben sviluppata e appuntita; sul lato inferiore della pinna caudale è ben visibile l'orifizio cloacale.

## Biologia
Il pelobate fosco è una specie criptica con abitudini fossorie, trascorre cioè gran parte dell'anno interrato in gallerie anche molto profonde, dalle quali emerge solo per nutrirsi e riprodursi. Tra i maggiori predatori degli adulti di pelobate vi sono varie specie di mammiferi (ricci e mustelidi), di uccelli (ardeidi, strigiformi, corvidi e falconiformi) e di rettili (testuggini palustri, natrici), oltreché specie alloctone, come le tartarughe d'acqua esotiche (Trachemys spp.) o la rana toro (Lithobates catesbeianus). Per difendersi il pelobate rigonfia il corpo, secerne sostanze di odore repellente ed emette degli stridii. Per difendersi il pelobate fosco produce una secrezione il cui odore ricorda l'aroma dell'aglio, oppure si gonfia per sembrare più minaccioso.
I girini sono esposti alla predazione da parte di pesci (Micropterus salmoides, Esox spp., Perca fluviatilis spp.), anfibi, crostacei (tra gli altri l'alloctono Procambarus clarkii) ed anche coleotteri acquatici e larve di libellula.

### Alimentazione
Gli adulti si nutrono di piccoli invertebrati quali insetti e lumache. 
I girini si nutrono di materia vegetale come alghe e piante acquatiche, detriti organici e plancton (protozoi, rotiferi e piccoli crostacei).Il cannibalismo è frequente in assenza di cibo nelle pozze d'acqua dove sono deposte le uova.

### Riproduzione

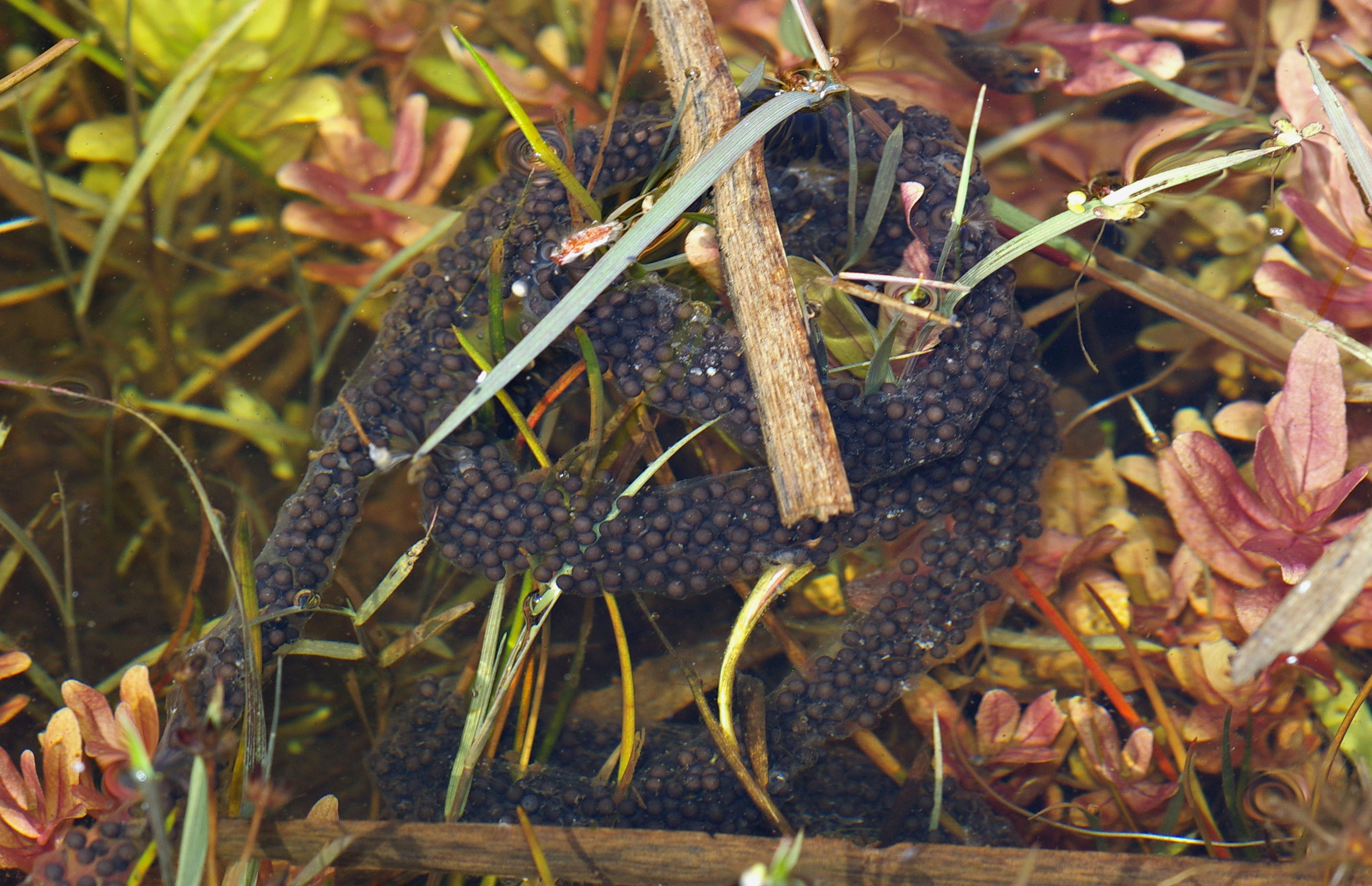
Ovatura di P. fuscus

La stagione riproduttiva va da marzo a maggio. Alla fine dell'inverno si risvegliano dallo stato di ibernazione invernale, riemergono in superficie e migrano verso le pozze d'acqua dove avviene la riproduzione. 
L'amplesso è di tipo inguinale, il maschio cioè cinge la femmina all'attaccatura delle zampe posteriori (e non all'altezza delle ascelle anteriori, come avviene in gran parte degli anfibi). In fin dei conti durante l'accoppiamento entrambi i sessi emettono vocalizzazioni. Le 10-500 uova vengono deposte in cordoni gelatinosi lunghi alcune decine di cm, avvolti a spirale sulla vegetazione sommersa. Si schiudono dopo 2-3 giorni dalla deposizione.

## Distribuzione e habitat
La specie è diffusa nelle aree planiziali e collinari dell'Europa centrale, settentrionale e orientale, sino alla Siberia occidentale al Kazakistan nord-occidentale. Popolazioni isolate sono presenti nella Francia centrale e in Italia settentrionale (pianura Padana). La specie è localmente estinta in Svizzera.

In Italia la specie è presente nelle aree planiziali di Piemonte, Lombardia, Veneto, Friuli-Venezia Giulia ed Emilia-Romagna; in tutte queste aree ha subito un rilevante declino.
Si ritrova in habitat differenti (boschi di latifoglie o conifere, prati, campi coltivati, risaie, stagni, paludi, canali d'irrigazione) purché caratterizzati dalla presenza di un suolo soffice, con una discreta componente sabbiosa.

## Tassonomia
Tradizionalmente a questa specie sono attribuite due sottospecie: la sottospecie nominale (P. fuscus fuscus), ampiamente distribuita in Europa centrale e in Asia occidentale, e una seconda (P. fuscus insubricus), endemica dell'Italia settentrionale. In realtà, il valore tassonomico di questa seconda entità viene attualmente messo in dubbio, in mancanza di chiari caratteri diagnostici..

## Conservazione
In considerazione del suo ampio areale la lista rossa IUCN cataloga P. fuscus come specie a basso rischio (Least concern).
La specie è elencata in Appendice II della Convenzione di Berna e nell'Annesso IV della Direttiva Europea "Habitat" (CEE 92/43 del 21.05.1992). La specie è protetta dalla legislazione nazionale in molti paesi europei.
Per la sua conservazione sono state istituite apposite aree protette inserite nei progetti di Life Nature e LIFE Insubricus,: in Piemonte le oasi WWF, la baraggia di Bellinzago e la Bula, ed in Lombardia il SIC delle Paludi di Arsago Seprio nel Parco del Ticino .